# 林可唯
林可唯（1980年9月21日—），為台灣女演員，曾用藝名林裔潔。
2023年4月15日與愛情長跑九年的歌手李崗霖結婚，婚後兩人積極備孕，使用7年前的凍卵進行人工受孕，且於2024年11月14日誕下女兒「小KIWI」。

## 演出作品

### 電視劇
| 年 份  | 頻 道      | 劇 名              | 角 色             |
| 2001年 | 華視       | 《感應拍檔》       |                   |
| 2002年 | 民視       | 《超人氣學園》     | 羅老師            |
| 2003年 | 華視       | 《真情真愛真女人》 |                   |
| 2004年 | 八大電視台 | 《男人当自强》     |                   |
| 2004年 | 三立都會台 | 《天國的嫁衣》     | 可唯              |
| 2005年 | 三立都會台 | 《王子變青蛙》     | 挚菱              |
| 2005年 | 三立都會台 | 《綠光森林》       | 謝由美 (Yumi 谢)  |
| 2006年 | 三立都會台 | 《愛情魔髮師》     | Mango (芒果)      |
| 2006年 | 三立台灣台 | 《金色摩天輪》     | 廖佩琪            |
| 2007年 | 三立都會台 | 《櫻野三加一》     | 关美姿            |
| 2007年 | 三立台灣台 | 《鳥來伯與十三姨》 | 吴美丽            |
| 2007年 | 大愛電視台 | 《春暖花莲》       | 吴少琪            |
| 2008年 | 三立台灣台 | 《我一定要成功》   | 珍妮佛 (Jennifer) |
| 2009年 | 三立台灣台 | 《天下父母心》     | 劉春燕            |
| 2010年 | 三立台灣台 | 《家和萬事興》     | 李淑芬            |
| 2011年 | 安徽卫视   | 安徽卫视           | 茱莉 (Julie)      |
| 2013年 | 大愛電視台 | 《路长情更长》     | 林美芳            |
| 2014年 | 大愛電視台 | 《河畔卿卿》       | 曾李店            |
| 2015年 | 中視       | 《钢铁之心》       | Alex (亚历)       |
| 2015年 | 大愛電視台 | 《明日天晴》       | 卓妍理            |
| 2015年 | 大愛電視台 | 《幸福在我家》     | 陳霜              |
| 2015年 | 華視       | 《愛你沒條件》     | 陳麗娜-江秋月     |
| 2015年 | 大愛電視台 | 《萬里桂花香》     | 秋菊              |
| 2016年 | 三立台灣台 | 《甘味人生》       | 廖米香            |
| 2017年 | 大愛電視台 | 《車站人生》       | 姜義              |
| 2018年 | 大愛電視台 | 《有你陪伴》       | 邱純慧            |
| 2018年 | 三立台灣台 | 《炮仔聲》         | 任雨棠            |
| 2019年 | 三立都會台 | 《一千個晚安》     | 俞敏莪            |
| 2019年 | 三立台灣台 | 《聖王公傳奇》     | 美憐              |
| 2019年 | 華視       | 《鬥陣來鬧熱》     | 林莉婷            |
| 2019年 | 大愛電視台 | 《程哥懺悔路》     | 陳艷紅            |
| 2022年 | 三立台灣台 | 《一家團圓》       | 蘭姊              |
| 2022年 | 大愛電視台 | 《隨風 隨緣》      | 秀英              |
| 2022年 | 台視       | 《美麗人生》       | 金香              |
| 2024年 | 北京衛視   | 《但願人長久》     | 李燕              |

### 电影
| 上映年份 | 片 名             | 角 色    | 备 注 |
| 2016年   | 《黑白》          | 張母     |       |
| 2018年   | 《西遊記·女兒國》 | 河川女孩 |       |

### MV
- 五月天 《赌神》
- 黄大炜 《同进同出》
- 陈慧琳 《数三秒就不哭》
- 黄立行 《猴子兵团》